# Clima urbano
Se entiende por clima urbano a las condiciones del clima que poseen las áreas urbanas, en contraste con las que pudieran darse en un área rural. La urbanización, además de otras causas, ejerce tremendas modificaciones irreversibles (al menos desde el punto de vista económico) en el paisaje rural previo, y por eso se desarrollan cambios en la atmósfera colindante.
La población mundial que constantemente va en aumento se concentra más y más en megalópolis como por ejemplo: Bogotá, Buenos Aires, Ciudad de México, Lima, Los Ángeles, Nueva York, Pekín, Shanghái, São Paulo, Río de Janeiro, Tokio. Las zonas urbanas, que además cuentan con una fuerte industrialización, experimentan fuertes cambios en las propiedades del suelo superficial. Las superficies naturales como las de praderas, bosques, campos, se convierten en superficies de piedra, hormigón, asfalto, metal, ladrillos, lo que provoca en primer término cambios de las temperaturas atmosféricas, en las lluvias y la nubosidad.

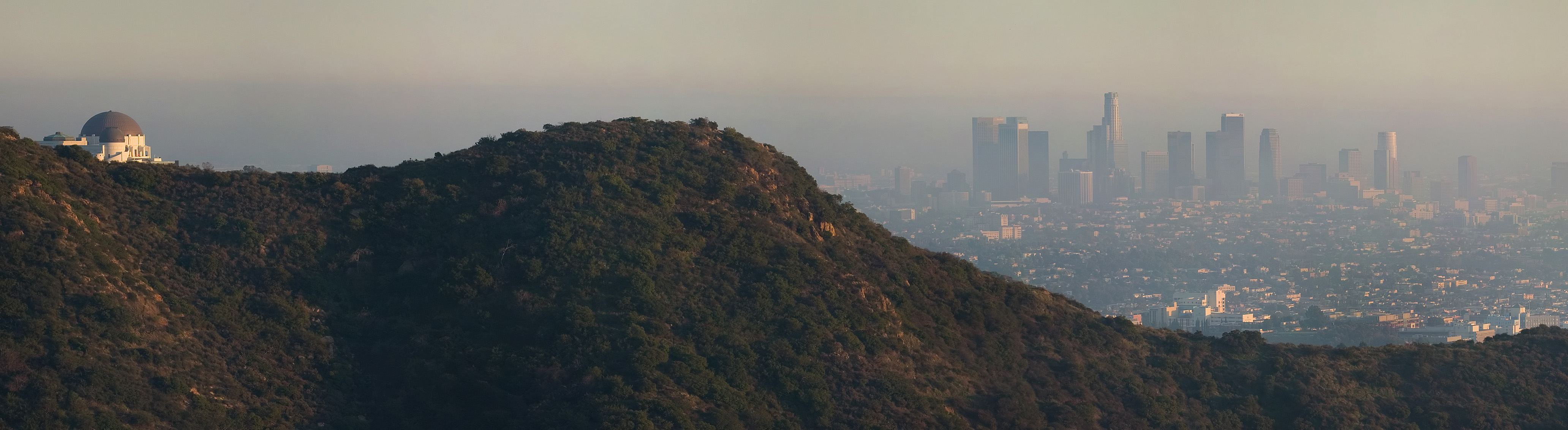
Centro de la ciudad de Los Ángeles en una tarde cubierta de smog. Se puede divisar el observatorio Griffith en primer plano, el cual sirve para contrastar la contaminación de la ciudad que retiene el calor producido por la vida urbana, con el ambiente más limpio en las montañas próximas que permite la ubicación de un observatorio astronómico.

## Temperatura

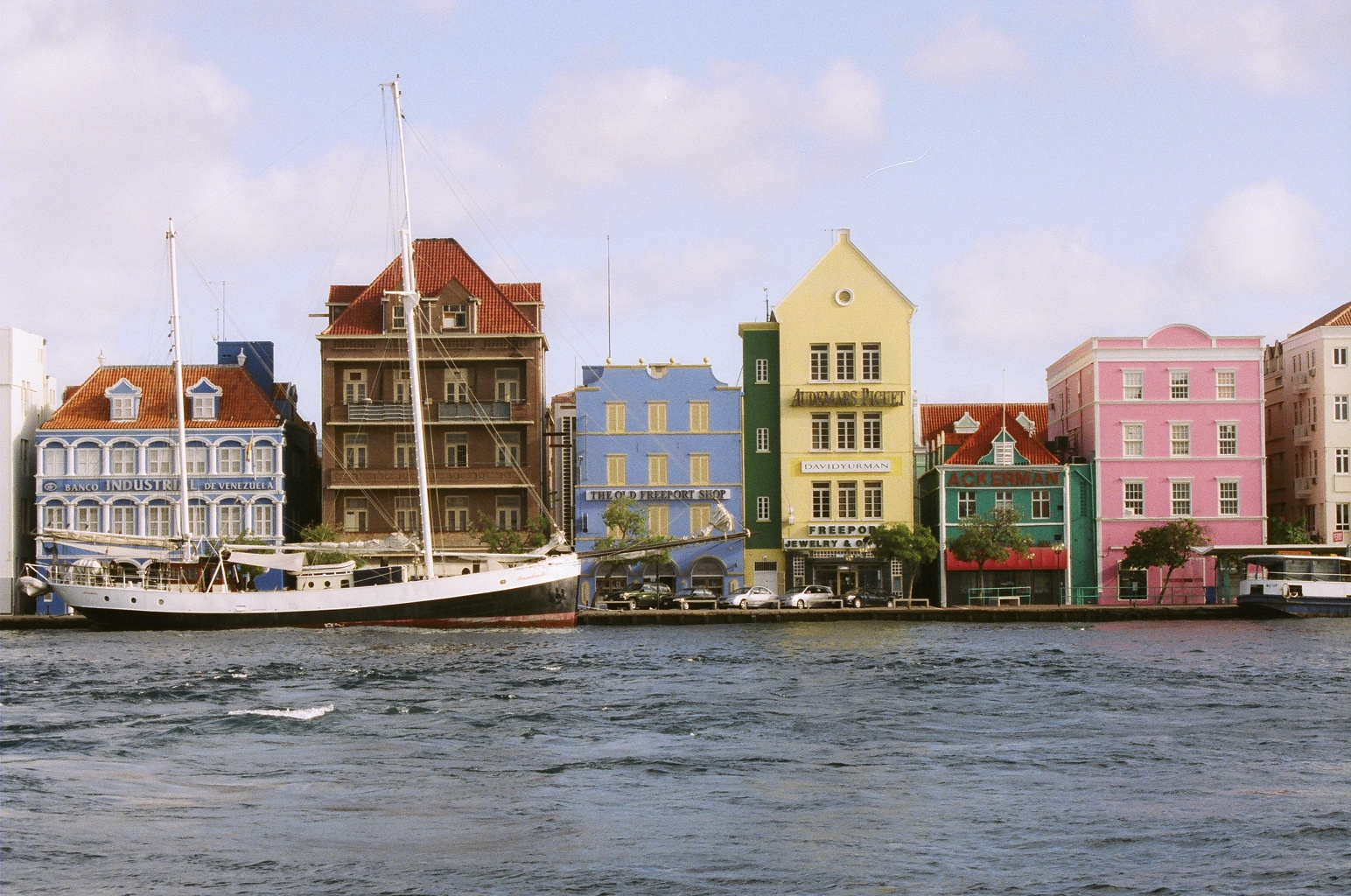
Arquitectura típica de Willemstad en la isla de Curazao.

Un área urbana desarrolla un significativo calentamiento frente a su entorno rural (y posiblemente suburbano), particularmente de noche y en calma. Al ir creciendo la población, se produce un incremento más o menos proporcional en las temperaturas (que son más bienvenidas en invierno que en verano). La Agencia de Protección Ambiental de los Estados Unidos afirma que: "en días calurosos de verano, el aire urbano puede ser de 1 a 6 °C más caliente que las áreas suburbanas y rurales". Así se produce el fenómeno de efecto "isla de calor urbana".
Cuando la población supera cierto número de habitantes (aunque esto varía según el tipo de ciudad y su nivel de desarrollo) el proceso se expande, sobre todo en los países desarrollados, por lo que se deberían tomar más medidas que mitiguen el efecto isla de calor, como por ejemplo: forestación y reforestación en centros de manzana, en calles, plazas y parques, tanto de gran tamaño como en espacios reducidos; ampliar la relación "espacio verde/habitante", relación que se deteriora rápidamente por el aumento de la densidad y la disminución del espacio para la vivienda y para usos urbanísticos; realización de "pavimentos articulados" con el fin de crear microespacios verdes entre las uniones de los mismos; el fomento de la "construcción inteligente" de edificios (mayor aislamiento exterior-interior, colores blancos para reflejar la insolación, pantallas antisol), etc. Sin embargo, hay que tener en cuenta que todas estas medidas dependen de la ubicación de las ciudades en lo que se refiere al clima general de la región: lo que es bueno en la zona intertropical puede resultar inconveniente en una región de clima muy frío. Y a la inversa, ocurre con la arquitectura holandesa, con ventanas angostas y techos muy inclinados para drenar las lluvias e impedir la acumulación de nieve, la cual no es adecuada en un lugar como Curazao, a pesar de lo cual dicha arquitectura fue trasladada allí, por razones histórico-culturales, casi sin adaptarse al clima más cálido. Precisamente, ese exotismo arquitectónico se ha convertido en un atractivo turístico para las Antillas Neerlandesas.

## Lluvias
Las ciudades absorben mucha menos agua de lluvia por m² que las áreas rurales, puesto que la pavimentación impide que queden resquicios para absorber agua, además de que reflejan dicho calor hacia la atmósfera. Esta situación se agrava notablemente en paisajes de colinas, desarrollando el agua que no percola, velocidades erosivas destructoras. Para ello, es indispensable desarrollar programas preventivos de minimización de riesgos de microinundaciones localizadas, durante la caída de lluvias intensas (por ej. 50 mm/30 min durante 2 h). En ciudades muy grandes de países desarrollados, con más de 1.000.000 de habitantes, se incluye el uso de depósitos de agua de lluvia y mejores sistemas de drenaje. Suelen desarrollarse dos sistemas de desagüe: de agua de lluvia, y de aguas servidas (aguas negras, alcantarillado), para reducir riesgos de contaminación entre ambas aguas cuando se saturan los sistemas por lluvia extrema.

## Vegetación yfenología
El clima urbano produce ciertas modificaciones respecto al crecimiento de la vegetación. Un estudio realizado en ciudades costeras del este de EE. UU. ha comprobado que el período anual de crecimiento de las plantas es quince días más largo en las zonas urbanas que en las vecinas áreas rurales. Esto es atribuido a las mayores temperaturas desarrolladas por el acumulador de calor (clima)
La implementación de techos verdes, bosques urbanos, areas verdes, es una tendencia mundial para reducir costos de enfriamiento, disminuir las emisiones de gases de efecto invernadero y mitigar en las ciudades los impactos climáticos mientras abordan la pérdida de biodiversidad y protegen la salud humana. 

## Errores ambientales
El "Efecto de isla de calor urbano" (ICU)  es una conocida fuente de error en las determinaciones de la termometría de una región. Este efecto causado por la tendencia que tienen el concreto, caminos y edificios para calentarse a elevadas temperaturas durante el día; acumulando calor y liberándolo lentamente en la noche, da por resultado mayores temperaturas diurnas y nocturnas, en relación con las áreas rurales cercanas. Este efecto aumenta de acuerdo al tamaño del área urbana. Como las ciudades y pueblos crecen con el transcurso del tiempo, también crece el aumento de las temperaturas a nivel mundial. Esto ocasiona la falsa impresión de un calentamiento de largo plazo. El mismo efecto es también evidente en los aeropuertos debido a la enorme extensión de sus pistas de despegue, de carreteo lateral, motores a reacción en calentamiento previo al despegue, y edificios de las terminales (con albedo bajo).

### Termometría en lasestaciones meteorológicas
Como consecuencia del oasis artificial por las mayores temperaturas que se producen en el área urbana, los termómetros reflejan esa mayor temperatura frente a las áreas suburbanas y rurales. Y no se han desarrollado aún estudios para suprimir matemáticamente la deriva en los valores de temperatura desarrollados en estas condiciones. La conurbación ha agravado notablemente este fenómeno, puesto que  la inmensa mayoría de las estaciones meteorológicas se han instalado en lugares que eran meramente rurales, pero el paso de los años y el desarrollo urbanístico, los registros de temperatura han aumentado debido esta situación, la cual no afecta al entorno rural, y que no refleja las condiciones climáticas reales sin ningún tipo de influencia más de las que el medio ambiente y la atmósfera puede brindar. Así, las estadísticas meteorológicas, netamente urbanas (que constituyen la inmensa mayoría a escala mundial) ha servido de base para los conceptos de cambio climático y calentamiento global. 
En Australia, el Centro Nacional del Clima (NCC) ha identificado a 100 estaciones australianas como de referencia climática, definidas de la siguiente manera:

Una estación climatológica, cuya información se usa con el propósito de determinar tendencias climáticas; requiriendo de largos períodos (no menores a 30 años) de registros homogéneos, en donde se espera que los cambios ambientales antrópicos son, o se esperan que permanezcan, reducidos al mínimo. De manera ideal, los registros deberían ser de una duración suficiente para permitir la identificación de cambios seculares del clima.

### Correcciones
La vasta mayoría de las lecturas termométricas se toman en ciudades y pueblos en crecimiento, por lo que es inevitable la infiltración de un calentamiento de largo plazo en las temperaturas. Esto debería ser corregido. 
En el registro de la ciudad de Nueva Delhi, India, con 8 millones de habitantes, los ajustes se limitan a 0,2 °C a lo largo de 70 años, una corrección inadecuada para el crecimiento y desarrollo que ha tenido la ciudad. De manera irónica, Nueva Delhi muestra un enfriamiento hasta 1999, sin importar cuál sea la versión del registro que uno prefiera aceptar.
La Estación Meteorológica de Alice Springs, ubicada en el centro de Australia (estación estratégica) tenía 18.000 hab. Sin embargo, el censo de 1991 muestra que hay 25.585 habitantes, y sigue creciendo. Por eso la posibilidad de errores al hacer ajustes por urbanización es muy seria. Alice Springs es el único sitio bien mantenido que "cubre" una vasta área en el centro de Australia. Al usar una cifra desactualizada para la población resulta en un ajuste inadecuado que afecta el clima percibido en Alice Springs.
DTu-r(max) = 1,42 log10 (POP)-2.09, o "Fórmula Para Calcular Efecto de Calor Urbano", Australian Meteorological Magazine, (v.50, 2001, 1-13): 'Características de las Islas de Calor Urbano en las ciudades del sudeste de Australia'. Torok et al. La fórmula es el resultado de un estudio sobre la magnitud de los efectos de las islas de calor en cuatro pequeñas ciudades en el Sudeste de Australia y establece una regla general para la estimación de las islas de calor en tales poblados a partir de datos locales.